# Staphylea campanulata
Staphylea campanulata är en pimpernötsväxtart som beskrevs av Jun Wen. Staphylea campanulata ingår i släktet pimpernötter, och familjen pimpernötsväxter. Inga underarter finns listade i Catalogue of Life.